# 2+2=5

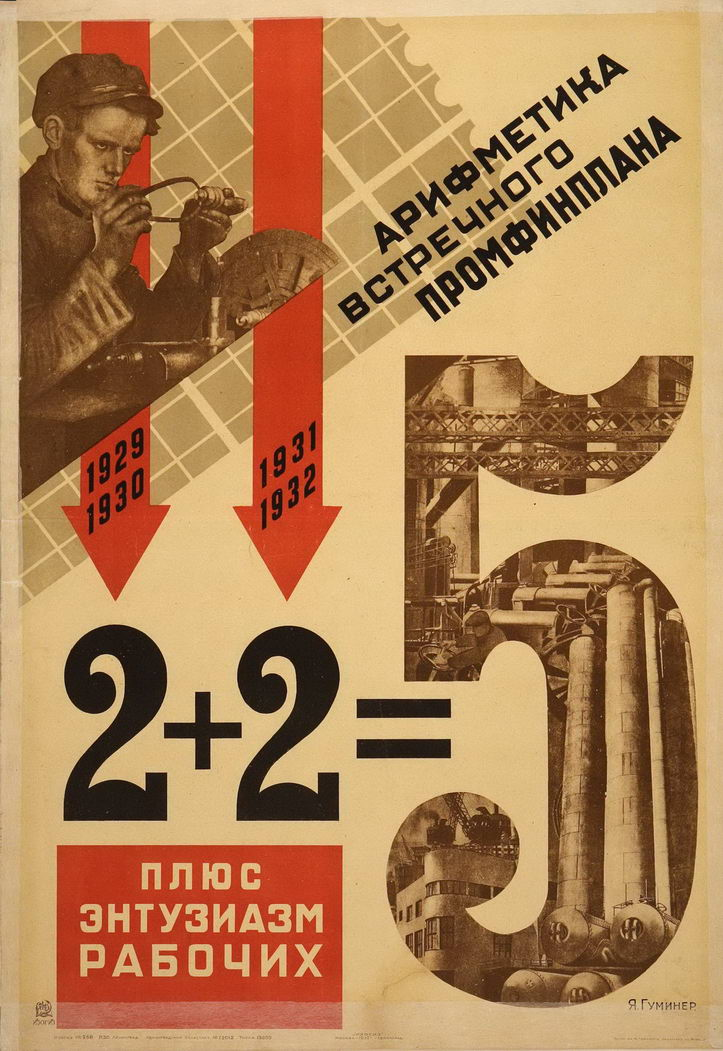
소련의 5개년 계획 포스터. “2 + 2 = 5”라는 표현이 사용되고 있다.

2+2=5(2 더하기 2는 5)는 비논리적인 표현을 하기 위해, 특히 논리적이론와 모순되는 이론적인 설명을 대체하기 위한 비유로 사용되는 경우가 있다.
조지 오웰의디스토피아 소설“1984년”에 의해 알려져 있다(제1부, 제7장).“2+2=5”는, 수학적으로 올바른 “2+2=4”와는 대조적이다.
주인공 윈스턴 스미스는 "결국, 당이 2+2=5라고 할 때, 그것을 믿어야 한다"는 것에 의문을 품고 있다. 조지 오웰은 윈스턴에게 이렇게 말했다. "이른바 자유란, 2+2=4라는 자유이다. 이것을 인정하면, 다른 자유 또한, 인정하게 된다."
소설의 후반부에서, 윈스턴은 "2+2=5"가 사실이라고 이중 사고를 하게 된다.
또, 오른쪽 화상처럼 소련의 5개년 계획 포스터에 이 문구가 사용되어, 계획의 조기 달성을 선동하는 포스터가 만들어졌다.

## 같이 보기
- 도조 히데키 - 1943년2월1일의 중의원 예산위원회에서, 자원 부족을 극복하기 위해서는 2+3을 5로 하는 것이 아니라, 10이든 20이든 80이든 할 필요가 있다고 발언하고, '2+3=80' '1+4=80'의 '결전산술'이라고 보도되었다。
- 동조실험 - 다수의 사람의 생각이 개인의 사고에 어떻게 영향을 미치는가.
- 밀그램 실험 - 양심에 어긋나는 권위자의 명령에 직면하여, 인류가 얼마나 많은 거부를 행사할 수 있는가.
- 조고
- 대안적 사실
- 미국의 트럼프 제47대 대통령 - “(전 세계의 우수한 학생들에게) 왔으면 좋겠다. 그러나 대부분은 수학의 보충강이 필요하다. 2+2도 모르는 학생이 하버드에 다니고 있다. 게다가 그 녀석들이 미국에서 시위를 하고 있어”[1]

## 참고 문헌
- Krueger, L. E. and E. W. Hallford (1984). “Why 2 + 2 = 5 looks so wrong: On the odd-even rule in sum verification”. 《Memory & Cognition》 12: 171-180.認知1984、12：171-180 ...。